# Françoise de Graffigny
Françoise d'Issembourg d'Happoncourt de Graffigny znana jako Madame de Graffigniy (ur. 13 lutego 1695 w Nancy, zm. 12 grudnia 1758 w Paryżu) – francuska pisarka epoki Oświecenia, prowadziła salon literacki.

## Życiorys
Françoise de Graffigny była córką oficera kawalerii François d’Happoncourta oraz Marguerite Christine Callot. W młodym wieku poślubiła François Hugueta de Graffigny, oficer na służbie u księcia Lotaryngii Leopolda I Józefa. Ślub odbył się 19 stycznia 1712 roku w bazylice św. Mikołaja w Saint-Nicolas-de-Port. Para zamieszkała w Villers-lès-Nancy w rezydencji odziedziczonej po matce, która obecnie nazywana jest Château de Madame de Graffigny.

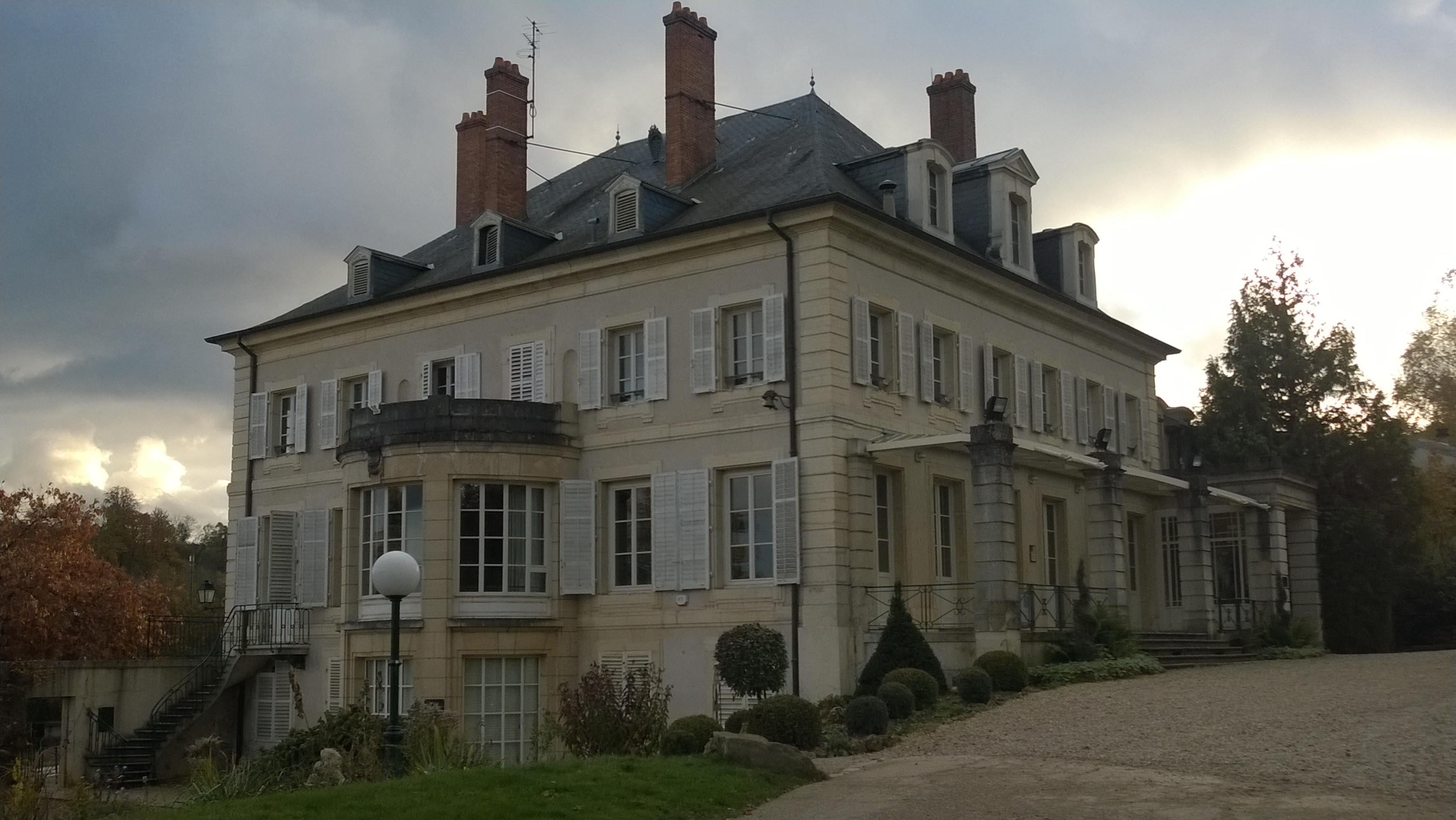
Château de Madame de Graffigny, Villers-lès-Nancy

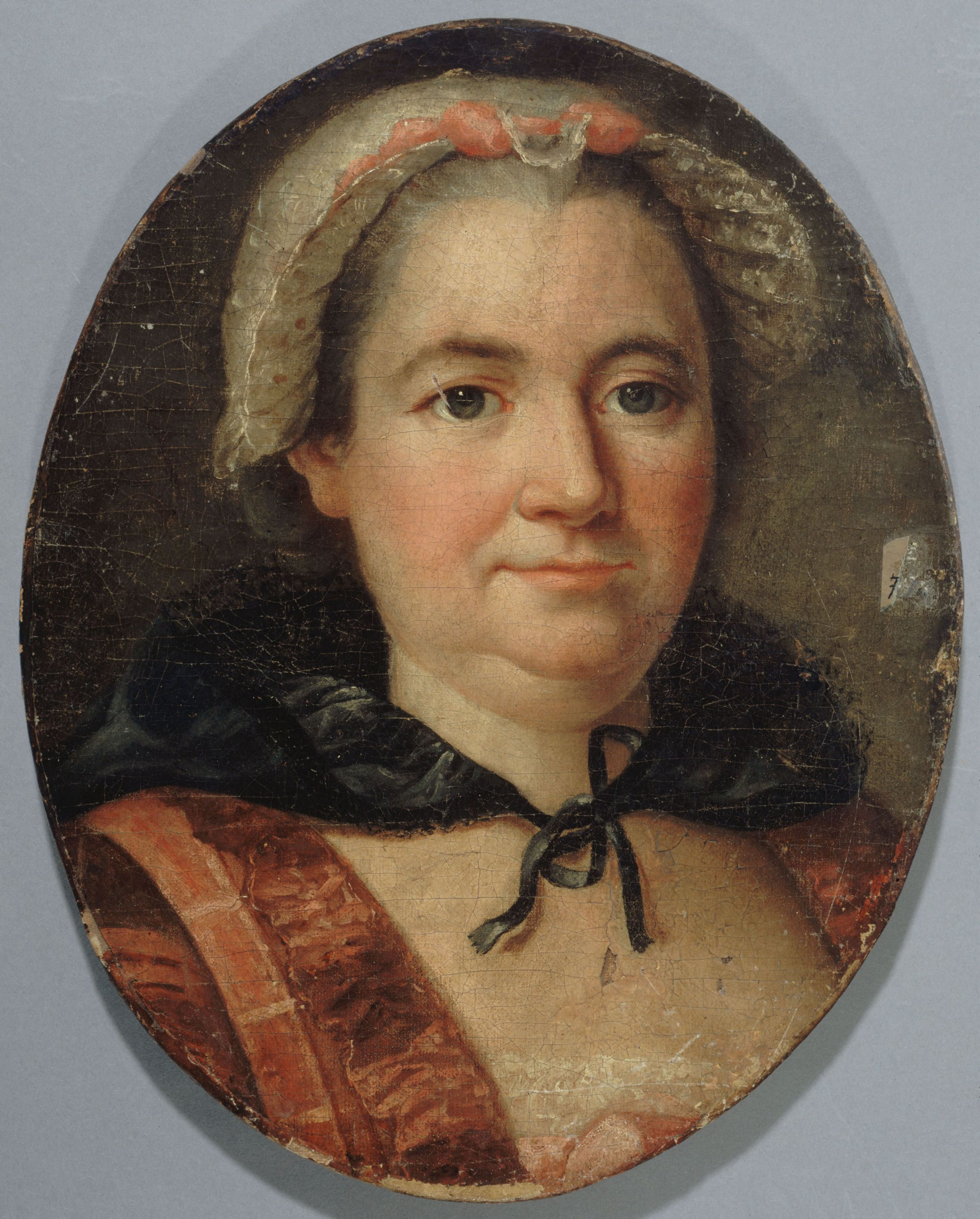
Françoise de Graffigny, XVIII w.

W ciągu 11 lat małżeństwa para miała troje dzieci:
- Charlotte-Antoinette urodzona w czerwcu 1713 r.
- Jean-Jacques urodzony w marcu 1715 r.
- Marie-Thérèse urodzona w 1716 roku, która zmarła w dzieciństwie.

Małżeństwo było nieudane, mąż był hazardzistą, nadużywał alkoholu i stosował przemoc wobec żony. Françoise de Graffigny złożyła wniosek prawny w celu uzyskanie orzeczenia o separacji, którą otrzymała dzięki zeznaniom świadków w 1723 r. Dwa lata później, w 1725 r. François Huguet de Graffigny zmarł.
Françoise zamieszkała w Lunéville pod opieką i wsparciem wdowy po księciu, księżnej wdowy i regentki Elżbiety Charlotty Orleańskiej. Tam spotkała, młodszego o trzynaście lat, oficera kawalerii Léopolda Desmarest, którego ojciec Henry Desmarest był odpowiedzialny za muzykę dworską. Około 1727 r. rozpoczął się ich romans, który trwał do 1743 r. Tam też poznała François-Antoine’a Devaux, który stał się jej najbliższym przyjacielem i powiernikiem, a w 1733 r. rozpoczęli korespondencję, która trwała aż do jej śmierci .
Mieszkając w Lotaryngii, Françoise de Graffigny często odwiedzała zamek Cirey w Cirey-sur-Blaise, należący do Émilie du Châtelet, przyjaciółki Voltaire'a, gdzie artysta przebywał ze soją kochanką od 1734 r. W grudniu 1738 r. Françoise zamieszkała tam i przebywała do marca 1738 r. a następnie udała się do Paryża. Po przyjeździe do Paryża znalazła protektorkę w osobie księżnej de Richelieu, po jej śmierci służyła jako dama do towarzystwa u księżnej de Ligne . W końcu zdecydowała się na samodzielność – wynajęła mieszkanie i założyła mały salon literacki, gdzie przyjmowała znane osobistości francuskiej nauki i kultury, wśród nich był: książę de Choiseul, Mademoiselle Clairon, Bernard Fontenelle, Élie Fréron, Marie Thérèse Rodet Geoffrin, Claude Adrien Helvétius, Guillaume-Chrétien de Lamoignon de Malesherbes, Pierre de Marivaux, Monteskiusz, Jean Pâris de Monmarte, Antoine Prévost, Jean-Jacques Rousseau i Anne-Robert-Jacques Turgot.

## Twórczość

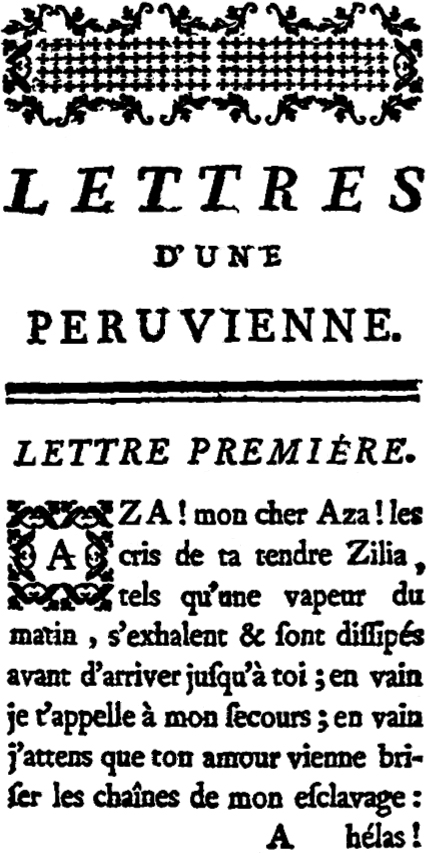
Pierwsza strona Listów Peruwianki

Debiutowała nowelą Zły przykład źródłem zarówno cnót, jak i wad (Le mauvais exemple produit autant de vertus que de vices). Największym osiągnięciem Françoise de Graffigny były Listy Peruwianki (Lettres d’une Péruvienne), powieść epistolarna. Pierwsza redakcja, opublikowana w roku 1748, zawierała trzydzieści osiem listów. Druga wersja, wzbogacona o trzy listy, z dodanym wprowadzeniem historycznym, wydana została w roku 1752. Listy Peruwianki były jednym z największych sukcesów wydawniczych Oświecenia. Miały czterdzieści dwa wydania, powieść przetłumaczono na języki włoski, angielski, rosyjski, niemiecki, hiszpański, portugalski, szwedzki, także polski . Polski przekład, w tłumaczeniu Jacka Idziego Przybylskiego, ukazał się w 1784 r.
W 1750 r. napisała sztukę Cénie, która odniosła sukces teatralny, wystawiana była m.in. przez Comédie-Française. Kolejna sztuka Córka Arystyda (La Fille d’Aristide, 1758) nie cieszyła się już tak dużą popularnością.

## Dzieła
- Nouvelle espagnole, 1745
- Recueil des messieurs, 1745
- Le Fils légitime, en trois actes et en prose, 1746
- La Fièvre d’Azor, 1746
- Lettres d’une Péruvienne, 1747
- Cénie, 1750
- La Fille d’Aristide, 1758